# Johannes Abezier
Johannes Abezier (* um 1375 in Thorn; † 11. Februar 1424 in Heilsberg) war ein Theologe und Fürstbischof von Ermland im 15. Jahrhundert.

## Leben
Johannes stammte aus Thorn, Kulmerland in Preußen und studierte Theologie an der Prager Universität. 1398 wurde er zum Baccalaureat zugelassen und immatrikulierte sich dann an der Juristischen Fakultät mit dem Vermerk natio Polonorum („polnischer Nation“), zu der ostdeutsche Studenten (aus Schlesien und Preußen) seit den Streitigkeiten und Teilung der Universität Prag eingetragen wurden. 
1401 legte Abezier das Magisterexamen ab und wurde später Doctor Decretorum und Auditor Rotae. 1411 ist er als Dompropst zu Frauenburg im Ermland belegt. In dieser Eigenschaft nahm er 1412 an einer Gesandtschaft des Deutschen Ordens nach Ofen teil, die unter Vermittlung König Sigismunds einen Streit zwischen dem Deutschen Orden und dem Königreich Polen beilegen sollte.
1415 reiste Johannes als Abgesandter der preußischen Bischöfe und Prälaten zusammen mit dem Rigaer Erzbischof Johannes von Wallenrode zum Konzil von Konstanz. Noch im selben Jahr wurde Johannes zum Bischof von Ermland erhoben. Am 13. Oktober 1418 nahm er an Verhandlungen zwischen dem Deutschen Orden und dem Königreich Polen in „Welunen“ (Veliuona) teil. Als Bischof von Ermland ist er bis 1424 bezeugt.